# Mantas Savėnas
Mantas Savėnas (1982. augusztus 27. –) litván válogatott labdarúgó, aki középpályásként játszott. A profi pályafutása végén az FK Panevėžys játékosedzője volt.

## Pályafutása

### Klubcsapatokban
A labdarúgó karrierje az Ekranasban kezdődött. Tíz szezonon keresztül játszott a klubban, ahol 300 mérkőzésen lépett pályára, és 108 gólt szerzett (ebből 245 bajnoki találkozón 94 gólt lőtt). A csapat kapitánya is volt. A 2005-ös szezonban ő lett a litván A liga gólkirálya 27 góllal, és Litvánia legjobb játékosának választották, 200 szavazatból 177-et kapott.
2008-tól az orosz első osztályban játszott az FC Nosta Novotroitsk csapatában. 2009 júliusában a Szibir Novoszibirszkhez 2012-ben a kazahsztáni FC Sunkarhoz került.
A 2013-ban a Daugava Rigában a szezon legjobb játékosának választották. 2014-ben 30 meccsen 10 góllal a klub gólkirálya volt.

### A válogatottban
Először a 21 éven aluliak válogatottjában játszott, mielőtt alapjátékosként bekerült a litván válogatottba, ahol 2003 és 2011 között 38 mérkőzésen lépett pályára és 5 gólt szerzett.

## Sikerei, díjai

### Klubcsapatokban
FK Ekranas
- Litván bajnokság (3): 2005, 2011, 2012
- Litván kupa (2): 1999–2000, 2010–11
- Litván szuperkupa: 2005

### A válogatottban
- Balti kupa: 2010

### Egyéni
- A liga gólkirálya: 2005 (27 gól)
- A legjobb Litvániában játszó labdarúgó: 2005

## Fordítás
- Ez a szócikk részben vagy egészben  a   Mantas Savėnas című angol Wikipédia-szócikk ezen változatának fordításán alapul.  Az eredeti cikk szerkesztőit annak laptörténete sorolja fel. Ez a jelzés csupán a megfogalmazás eredetét és a szerzői jogokat jelzi, nem szolgál a cikkben szereplő információk forrásmegjelöléseként.